# 帕沃尔·斯维塔纳
帕沃尔·斯维塔纳（1948年9月2日—），斯洛伐克男子冰球运动员。他曾代表捷克斯洛伐克国家队参加1976年冬季奥林匹克运动会冰球比赛，获得一枚银牌。